# Corb marí gros
El corb marí gros (Phalacrocorax carbo) és una au de la família dels corbs marins que s'observa amb relativa freqüència a les zones humides i a la costa dels Països Catalans, sovint mentre s'eixuga les ales en una postura característica.
També s'anomena corbassa, corpetassa o corpatassa i cagaire a les Balears o anguilaire al Delta del Llobregat.

## Morfologia
- Mida gran (91 cm).
- Plomatge negre tret dels laterals de la cara i sota el bec, on apareix un gran floc blanc.
- Els joves són més terrosos, amb parts inferiors clares.

## Alimentació
S'alimenta de peixos plans i espinosos que ingereix en abundància.

## Distribució geogràfica
A Catalunya es pot observar de setembre a abril a la pràctica totalitat de les zones humides, tant insulars com continentals. Malgrat haver estat constatada la seua reproducció a les Illes Medes, és un hivernant regular al territori català.